# Periplaneta media
Periplaneta media es una especie de cucaracha, un insecto blatodeo de la familia Blattidae.

## Taxonomía
Fue descrito por primera vez en 1938 por Chopard. 